# Taça da Europa de Futebol de Praia 2007
A Taça da Europa de Futebol de Praia 2007 foi a 9.ª edição da Taça da Europa de Futebol de Praia.
Decorreu em Tarragona, na Espanha, entre os dias 3 de maio e 5 de Maio de 2007. Foi disputada no sistema de eliminatórias, contando com a participação das  8 equipas que obtiveram melhores classificações na Liga Europeia de Futebol de Praia 2006:
- Espanha
- Portugal
- Polónia
- Itália
- Ucrânia
- França
- Grécia
- Suíça

Este evento terminou com a vitória da Ucrânia, que derrotou a França na final por 3 - 0.